# Cyllamyces aberensis
Cyllamyces aberensis Ozkose et al. – gatunek grzybów należący do rodziny Neocallimastigaceae.

## Systematyka i nazewnictwo
Pozycja w klasyfikacji według Index Fungorum: Callamyces, Neocallimastigaceae, Neocallimastigales, Incertae sedis, Neocallimastigomycetes, Incertae sedis, Chytridiomycota, Fungi.

## Charakterystyka
Anaeroby żyjące w jelitach zwierząt. Po raz pierwszy zostały wyizolowane ze świeżych odchodów bydła. Ich plecha składa się z bulwiastej stopki i wyrastających z niej rozgałęzionych sporangioforów zawierających po kilka zarodni. Zarodniki u tego gatunku mają formę kulistych, jednokomórkowych zoospor wyposażonych w pojedynczą wić. Od pozostałych rodzajów z rodziny Neocallimastigaceae różnią się wytwarzaniem policentrycznej plechy, brakiem chwytników oraz pojedynczą stopką.